# یارون فینکلمن
یارون فینکلمن (عبری: ירון פינקלמן‎؛ زادهٔ ۲۵ آوریل ۱۹۷۵) سرلشکر نیروهای دفاعی اسرائیل است، که در فاصله سال‌های ۲۰۲۳ تا ۲۰۲۵ فرماندهی جنوبی اسرائیل را برعهده داشت. 
وی فعالیت نظامی را از سال ۱۹۹۳ آغاز کرد و مراتب فرماندهی را در تیپ ۳۵ چترباز و تیپ ۵۰۰ کفیر طی نمود. فینکلمن تاکنون فرماندهی تیپ ۸۴ گیواتی و لشکر ۹۸ چترباز هائش را برعهده داشته است.